# 경향분기
경향분기(京鄕分岐)란 18세기 이후 조선사에서, 근기 노론이 관직을 독점해가면서 지방 사족들의 과거 합격 및 중앙정계 진출 기회가 줄어들고, 이에 따라 중앙과 지방 간에 권력 뿐 아니라 학문네트워크와 지식교류량의 격차가 극심하게 벌어진 현상이다. 경향분기에 의해 형성된 서울과 그 주변의 사족 집단을 경화사족이라고 한다.
19세기 이후 경제난이 심각해지면서 경향분기는 더욱 가속되어서, 조선 말기에 이르면 지방 사족은 개화 담론으로부터 물리적으로 소외되는 지경에 이른다.